# Vetenskapsåret 1968

## Händelser

### Astronomiochrymdfart
- 21 september - Den sovjetiska rymdsonden Zond 5 återvänder till Jorden efter att som första farkost utskickad av människan ha rundat månen [1].
- 12 december - Den första bemannade flygningen av en Saturn V-raket genomförs.

### Astronomi
- Okänt datum - Thomas Gold förklarar de nyligen upptäckta radio pulsarerna som snabbt roderande neutronstjärnor och efterföljande kommentarer bekräftar förslaget.[2]

### Fysik
- Okänt datum - Georges Charpak utvecklar en trådkammare vid CERN.[3]

### Medicin
- Okänt datum - En Harvardkommitté publicerar en rapport om oåterkallelig koma, och ett paradigm för att definiera hjärndöd inrättas.[4][5]

### Psykologi
- Okänt datum - John Darley och Bibb Latané demonstratrar  åskådareffekten.[6]

### Teknik
- 11 mars - USA:s president Lyndon B. Johnson förklarar att alla datorer som köps in av USA:s federala regering skall ha ASCII.[7]
- 9 december - Douglas Engelbart demonstrerar den första datormusen vid Fall Joint Computer Expo in San Francisco för familjedatorer. [8]

## Pristagare
- Copleymedaljen: Tadeus Reichstein
- Darwinmedaljen: Maurice Yonge
- De Morgan-medaljen: Mary Cartwright
- Nobelpriset: [9]
  - Fysik: Luis Alvarez
  - Kemi: Lars Onsager
  - Fysiologi/medicin: Robert W. Holley, Har Gobind Khorana, Marshall W. Nirenberg
- Turingpriset: Richard Hamming
- Wollastonmedaljen: Raymond Cecil Moore [10]

## Födda
- 24 januari - Antony Garrett Lisi, amerikansk fysiker.
- 26 juli - Jesper Sollerman, svensk astronom.

## Avlidna
- 21 februari - Howard Walter Florey, 69, engelsk farmakolog.
- 27 mars - Jurij Gagarin, 34, sovjetrysk kosmonaut, första människan i rymden.
- 1 april - Lev Landau, 60, sovjetisk teoretisk fysiker.
- 18 juli - Corneille Heymans, 76, belgisk fysiolog.
- 23 juli - Henry Dale, 93, engelsk farmakolog.
- 28 juli - Otto Hahn, 89, tysk kemist.
- 1 augusti - Wilhelm Olivecrona, 97, svensk väg- och vattenbyggnadsingenjör.

### Fotnoter
1. ↑  20:e århundrades När Var Hur - 1968, Bernt Himmelstedt, Forum, 1999
2. ↑  Nature 218 pp. 731-732.
3. ↑  ”1968: Georges Charpak revolutionizes detection”. CERN. 2008. http://public.web.cern.ch/public/en/About/History68-en.html. Läst 28 februari 2011.
4. ↑  ”A definition of irreversible coma: report of the Ad Hoc Committee of the Harvard Medical School to examine the definition of brain death”. Journal of the American Medical Association "205":  ss. 337–340. 26 februari 1968. http://jama.ama-assn.org/content/205/6/337.short.
5. ↑  Machado, Calixto (26 februari 2005). ”The first organ transplant from a brain-dead donor”. Neurology "64":  ss. 1938–42. http://www.neurology.org/content/64/11/1938.full.
6. ↑  Darley, J. M. (26 februari 1968). ”Bystander intervention in emergencies: Diffusion of responsibility”. Journal of Personality and Social Psychology "8":  ss. 377–383. Arkiverad från originalet den 7 maj 2013. https://web.archive.org/web/20130507023426/http://www.wadsworth.com/psychology_d/templates/student_resources/0155060678_rathus/ps/ps19.html. Läst 10 april 2011.
7. ↑  Lyndon B. Johnson (March 11, 1968). Memorandum Approving the Adoption by the Federal Government of a Standard Code for Information Interchange. The American Presidency Project. läst 14 april 2008.
8. ↑  CED in the History of Media Technology (läst 11 april 2011)
9. ↑  ”Nobelpriset”. http://nobelprize.org/nobel_prizes/lists/all/index.html. Läst 10 april 2011.
10. ↑  ”Geological Society”. Arkiverad från originalet den 5 juni 2011. https://web.archive.org/web/20110605102217/http://www.geolsoc.org.uk/gsl/society/history/page750.html. Läst 14 april 2011.